# Ghiacciaio Robinson
Il ghiacciaio Robinson (in inglese Robinson Glacier) è un ghiacciaio situato sulla costa di Knox, nella parte occidentale della Terra di Wilkes, in Antartide. Il ghiacciaio, il cui punto più alto si trova ad oltre 60 m s.l.m., fluisce tra l'isola Merritt e le rocce Reist.

## Storia
Il ghiacciaio Robinson è stato mappato nel 1955 da G. D. Blodgett grazie a fotografie aeree scattate durante l'operazione Highjump, 1946-1947, ed è stato in seguito così battezzato dal Comitato consultivo dei nomi antartici in onore di R. P. Robinson, membro dell'equipaggio della nave Vincennes durante la Spedizione di Wilkes, ufficialmente nota come United States Exploring Expedition, al comando di Charles Wilkes, 1838-42.